# Список умерших в 533 году

## Январь
- 1 января — Фабий Фульгенций, христианский святой, епископ Руспы, в Католической церкви почитается также как учитель Церкви.
- 13 января — Ремигий, епископ Реймсский (459—533), апостол франков.

## Сентябрь
- 13 сентября — Аммата, принц вандалов, сын принца Гейлариса.

## Декабрь
- 15 декабря — Цазо, принц вандалов, младший сын принца Гейлариса.

## Дата смерти неизвестна или требует уточнения
- Года, вандальский дворянин, назначенный королём Гелимером наместником Сардинии, однако затем восставший против него.
- Кавус, претендент на титул царя царей (шахиншаха) Ирана в 531—532/533 годах из династии Сасанидов.
- Михиракула, правитель эфталитов (белых гуннов) в Индии.
- Теодорих I, король франков (с 511) из династии Меровингов.
- Троян, епископ Сента, святой.
- Тулуин, остготский военачальник и государственный деятель.
- Хильбудий, византийский полководец.
- Хильдерих, король вандалов (523—530).